# Beth Gibbons
Pour les articles homonymes, voir Gibbons (homonymie).
Beth Gibbons est une chanteuse anglaise née à Exeter le 4 janvier 1965. Elle est principalement connue pour être la voix du groupe britannique de trip hop Portishead.

## Biographie
Beth Gibbons grandit dans la ferme familiale, puis à 22 ans décide de s'établir à Bristol.
Elle y fait ses débuts avec Paul Webb, en 1990, en interprétant le titre d'ouverture de l'album Herd Of Instinct, d'Orang, groupe formé par Paul Webb et Lee Harris, tous deux issus de Talk Talk.
En 1991, elle rencontre Geoff Barrow dans la salle d'attente de l'agence locale du travail. Partageant la même passion de la musique, ils décident de créer Portishead, avec deux autres musiciens, Adrian Utley et Dave MacDonald.
Après deux albums studio (Dummy en 1994, puis Portishead en 1997) et un live (Roseland NYC Live en 1998) avec Portishead, elle sort en 2002 Out of Season en collaboration avec Paul Webb (alias Rustin Man), ex-bassiste de Talk Talk. Avec cet album, Beth Gibbons a opéré un virage plutôt folk, assez loin du trip hop de Portishead pour qui elle retravaillera pourtant pour leur troisième album, Third, en 2008.
En juin 2013, elle annonce préparer un nouvel album solo pour Domino Records,.
Elle chante sur le titre Black Sabbath du groupe britannique de metal Gonga sorti en avril 2014.
Sa musique est utilisée pour les bandes originales de film comme Tank Girl de Rachel Talalay en 1995, L'Annulaire de Diane Bertrand en 2004, Lord of War d'Andrew Niccol et Les Poupées russes de Cédric Klapisch en 2005.
En 2018, Gibbons a contribué aux performances vocales, avec Elizabeth Fraser des Cocteau Twins, au festival Spill qui s'est tenu à Ipswich, dans une installation audio intitulée « Clarion Calls », qui utilise les voix de 100 femmes pour commémorer le 100e anniversaire de la fin de la Première Guerre mondiale.
En mars 2019, elle interprète la partie soprano solo de la Symphonie n°3 de Górecki, aussi connue sous le nom de la Symphonie des chants plaintifs, dirigée par Krzysztof Penderecki avec l'Orchestre symphonique national de la radio polonaise.
En 2022, Gibbons a participé à la chanson « Mother I Sober » de l'album Mr. Morale & the Big Steppers de Kendrick Lamar,. Pour sa collaboration à l'album, elle a reçu une nomination pour l'album de l'année lors de la 65e édition des Grammy Awards en tant qu'artiste et auteur-compositeur.
Le 7 février 2024, Gibbons a annoncé la sortie de son premier album studio solo depuis plus de 20 ans. L'album, intitulé Lives Outgrown, est sorti le 17 mai 2024. Il est annoncé en même temps qu'un single intitulé « Floating on a Moment », le second single « Reaching Out » étant publié plus tard dans l'année, le 10 avril.

## Style et inspiration
Comme sources d'inspiration musicale, Beth Gibbons a cité Nina Simone, Bono de U2, pour sa performance dans The Joshua Tree; Otis Redding et Jimmy Cliff,. Elle a aussi nommé Janis Joplin, Edith Piaf, Janis Ian et Elizabeth Fraser.

## Discographie
Voir également la page avec Portishead

### Albums studio
- 2002 : Out of Season (Beth Gibbons et Rustin Man)
- 2024 : Lives Outgrown

### Albums sur scène
- 2019 : Henryk Górecki: Symphony No. 3 (Symphony of Sorrowful Songs) (avec l'Orchestre symphonique national de la radio polonaise) (concert enregistré le 29 novembre 2014 au National Opera Grand Theatre de Varsovie)

### Autres participations
- Orang sur l'album d'.O.rang Herd of Instinct (1994)
- Jalap sur l'album d'.O.rang Fields and Waves (1996)
- Lonely Carousel sur l'album de Rodrigo Leão Cinema (2004)
- Strange Melody sur l'album de Jane Birkin Rendez-Vous (2004)
- Mysteries avec Rustin Man de la bande-son originale du film Les Poupées russes (2005)
- Bande-son pour le film de Diane Bertrand L'Annulaire (2005)
- My Secret sur l'album de Jane Birkin Fictions (2006)
- Requiem for Anna sur Monsieur Gainsbourg Revisited - avec Portishead (2006)
- Sing avec Annie Lennox de l'album Songs of Mass Destruction (2007)
- Bande-son pour le film de Diane Bertrand Baby Blues (2008)
- Bande-son pour le film de Julie Taymor La Tempête - Prospera's Coda par Elliot Goldenthal (2010)
- GMO sur l'album de JJ DOOM Key to the Kuffs (2012)
- Black Sabbeth avec Gonga[15] (2014)
- Mandela Effect avec Gonjasufi (2017)[16]
- Mother I Sober (album)|Mr Morale & The Big Steppers avec Kendrick Lamar (2022)